# Мінго (округ, Західна Вірджинія)
Шаблон:StateAbbr_ 37°44′ пн. ш. 82°08′ зх. д. / 37.73° пн. ш. 82.14° зх. д.
Округ  Мінго (англ. Mingo County) — округ (графство) у штаті  Західна Вірджинія, США. Ідентифікатор округу 54059.

## Історія
Округ утворений 1895 року.

## Демографія
За даними перепису 2000 року загальне населення округу становило 28253 осіб, зокрема міського населення було 3104, а сільського — 25149. Серед мешканців округу чоловіків було 13665, а жінок — 14588. В окрузі було 11303 домогосподарства, 8218 родин, які мешкали в 12898 будинках. Середній розмір родини становив 2,98.
Віковий розподіл населення поданий у таблиці:
| Стать    | До 15 років | 15-21 | 22-29 | 30-39 | 40-49 | 50-65 | 65-85 | Понад 85 |
| -------- | ----------- | ----- | ----- | ----- | ----- | ----- | ----- | -------- |
| Чоловіки | 2825        | 1422  | 1381  | 1962  | 2299  | 2346  | 1346  | 84       |
| Жінки    | 2672        | 1471  | 1473  | 2115  | 2414  | 2357  | 1866  | 220      |

## Суміжні округи
- Лінкольн — північ
- Логан — північний схід
- Вайомінг — схід
- Мак-Дауелл — південний схід
- Б'юкенан, Вірджинія — південний схід
- Пайк, Кентуккі — захід
- Мартін, Кентуккі — захід
- Вейн — північний захід

## Виноски
1. ↑  U.S. Decennial Census. United States Census Bureau. Архів оригіналу за 12 травня 2015. Процитовано 10 січня 2014.
2. ↑  Historical Census Browser. University of Virginia Library. Архів оригіналу за 11 серпня 2012. Процитовано 10 січня 2014.
3. ↑  Population of Counties by Decennial Census: 1900 to 1990. United States Census Bureau. Архів оригіналу за 3 червня 2013. Процитовано 10 січня 2014.
4. ↑  Census 2000 PHC-T-4. Ranking Tables for Counties: 1990 and 2000 (PDF). United States Census Bureau. Архів оригіналу (PDF) за 6 вересня 2019. Процитовано 10 січня 2014.
5. ↑  State & County QuickFacts. United States Census Bureau. Архів оригіналу за 7 червня 2011. Процитовано 10 січня 2014.(англ.) Наведено за англійською вікіпедією.
6. ↑  American FactFinder. Бюро перепису населення США. Архів оригіналу за 26 лютого 2012. Процитовано 31 січня 2008.

| США | Це незавершена стаття з географії США. Ви можете допомогти проєкту, виправивши або дописавши її. |